# Галактика типу cD
Галактика типу cD (англ. type-cD galaxy, cD galaxy) — підклас гігантських еліптичних галактик морфологічного класу D. Такі галактик мають великі зоряні гало і їх можна виявити поблизу центрів деяких великих скупчень галактик. Також такі галактики називають надгігантськими еліптичними галактиками або центральними домінуючими галактиками.